# Енциклопедија мртвих
Енциклопедија мртвих је збирка приповетки Данила Киша, написано у форми обједињених приповедака које проничу у дубину вечите литерарне теме — смрти.
Састоји се од девет новела, односно девет поглавља у којима се прича о историји смрти, као и описе и облике умирања још од библијских времена па све до данашњег дана.
Енциклопедија мртвих носи поднаслов Читав живот, а то је новела по којој је и цела збирка добила име, а главни наратор је жена. У неким својим приповеткама писац индиректно указује на историјске личности које су својим болесним идеологијама нанеле много зла човечанству. У приповетци Црвене марке са ликом Лењина указује на његов крвави режим где је све подређено централизму, а не заобилази ни диктатора Хитлера у Књизи краљева и будала где описује страхоте које су нацисти починили у његово име.

## Структура дела
Дело је сачињено од девет прича, односно поглавља:
- Симон Чудотворац,

- Посмртне почасти,

- Енциклопедија мртвих,

- Легенда о спавачима,

- Огледало непознатог,

- Прича о мајстору и ученику,

- Славно је за отаџбину мрети,

- Књига краљева и будала, и

- Црвене марке с ликом Лењина.

## Тема дела
Заједничка тема свих приповедака је историја смрти која је у овом делу приказана у различитим историјским, културним и идеолошким димензијама и обрађена је у различитим околностима и облицима још од библијских времена па до данашњег дана. Свака приповетка има своје јунаке који се не појављују у осталим причама, као и различито просторно и временско одређење. Једино заједничко је смрт као неминован судбински избор.
При одређивању тематске суштине сваке приче, потребно је обратити пажњу на додатак на крају приче под називом постскриптум.
Сви текстови у делу се темеље на већ постојећим изворима, али имају и измишљене делове како би удео фантазије у њима био превасходан. Наратор ове новеле је жена, театролог који се бави позоришним истраживањима.
Данило Киш о значењу Енциклопедије мртвих каже:
"То је књига о љубави и смрти, и усудио бих се да кажем да се пажљивијим читањем може открити да су ерос и танатос, као теме, које се провлаче кроз све моје књиге, овде дошли до неког пунијег израза. Мислим да је то основна ствар коју бих могао рећи о значењу Енциклопедије."